# Laasqorey
Laasqorey (Somali: Laasqoray, arabisch لاسقُرَى, DMG Lāsqoray), auch Lasqoray, Las Qorei, Las Khorey, Las Khoreh oder Las Koreh geschrieben, ist eine Hafenstadt und ein Distrikt in der Region Sanaag im Norden Somalias mit etwa 8400 Einwohnern, vorwiegend vom Clan der Warsangeli, einem Sub-Clan der Harti-Darod.
Das Gebiet wird sowohl vom de facto unabhängigen Somaliland als auch dem de facto autonomen Teilstaat Puntland beansprucht.

## Geografie
Laasqorey liegt am Golf von Aden an der Maakhir-Küste. Nicht weit entfernt im Süden erstreckt sich der Gebirgszug Al Mado. Darüber hinweg führt die Geeldora Road in das etwa 95 km entfernte Badhan.

## Geschichte

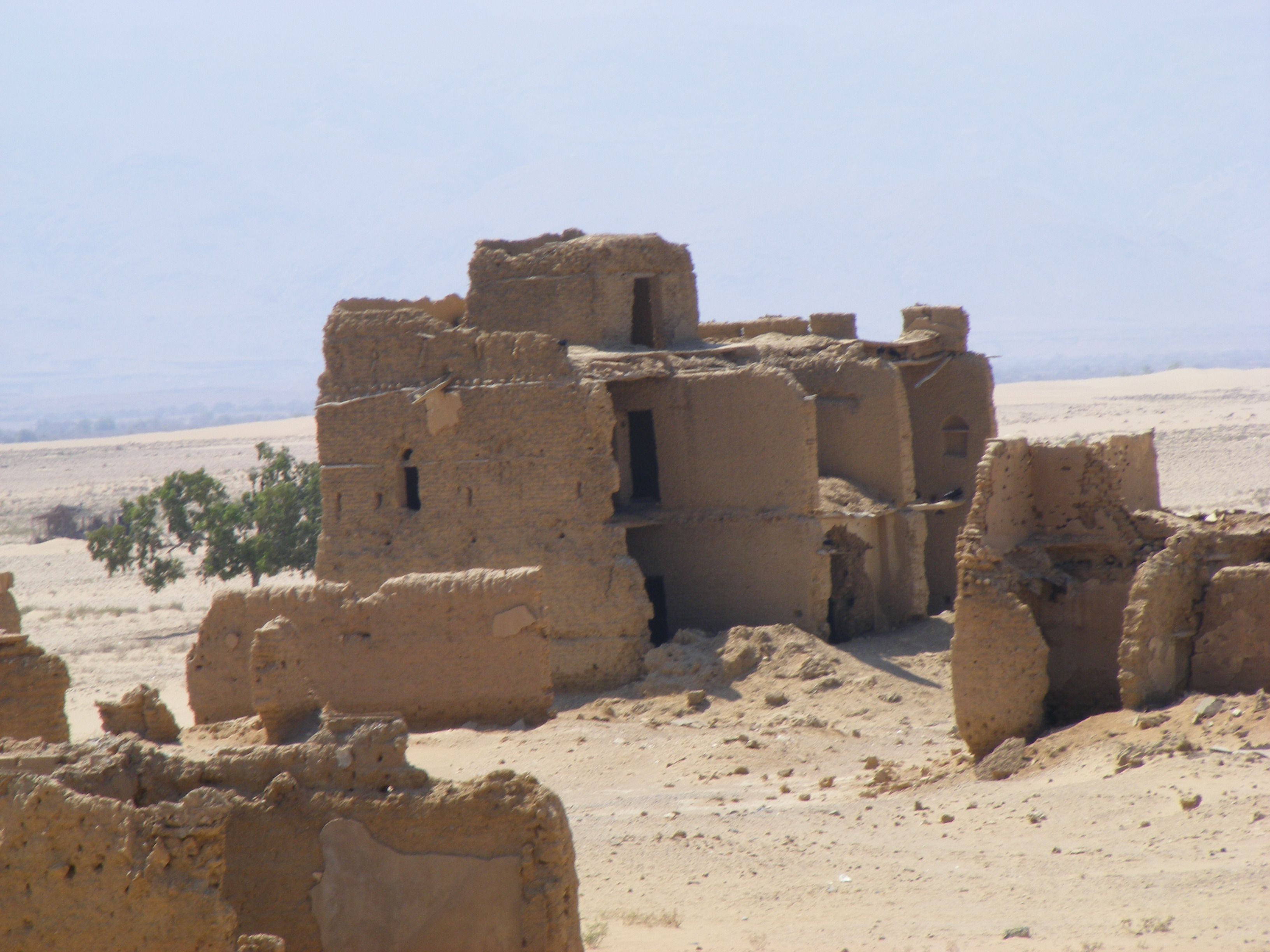
Ruinen aus der Zeit des Warsangali Sultanat in Las Khorey.

Laasqorey ist mehrere Jahrhunderte alt und Standort mehrerer historischer Gebäude und archäologischer Stätten, die noch weitgehend unerforscht sind. Dem in der Region bis zur Kolonialisierung durch das Großbritannien sehr einflussreichen Warsangeli Sultanat, diente es als Hauptstadt.
Zwischen 2007 und 2009 zählte es zum Kerngebiet des allerdings nur kurzlebigen autonomen Teilstaats Maakhir.

## Wirtschaft
In Laasqorey steht die erste und bislang einzige Fischfabrik in Somalia, daneben gibt es noch verschiedene andere Industrie. Die Nichtregierungsorganisation Adeso (zuvor Horn Relief) und lokale Akteure arbeiten an der Entwicklung der Stadt, um die Bedeutung des Handels über den Hafen von Laasqorey wie auch mit dem Hinterland zu stärken, Beschäftigungsmöglichkeiten zu schaffen und die Infrastruktur auszubauen.
Im Nordosten der Stadt gibt es einen kleinen Flughafen.

## Politik
Laasqorey war vom Somalischen Bürgerkrieg lange Jahre wesentlich weniger betroffen, als Orte in Zentral- oder Südsomalia. Der Jahre dauernde Grenzstreit zwischen Somaliland und Puntland, vermischt mit Streitigkeiten der verschiedenen Nordsomalischen Clans und ungelöste politische Fragen, ob man mit Puntland an einem gemeinsamen Somalia festhalten oder besser Somaliland bei seinem Versuch unterstützen soll, als neuer unabhängiger Staat anerkannt zu werden, werden immer wieder zur Bedrohung.
Im Juli 2008 drangen Truppen Somalilands nach Laasqorey ein und besetzten die Stadt und den Hafen, vordergründig um entführte Deutsche zu befreien, die dort von Piraten (vgl. Piraterie vor der Küste Somalias) festgehalten worden seien. Puntland hatte zuvor auf Bitten von lokalen Clan-Ältesten, die in neutralem Rahmen über die Freilassung der Entführten verhandeln wollten, seine Truppen aus Laasqorey abgezogen. Vertreter des puntländischen Militärs erklärten, den Ort wieder einnehmen zu wollen.

## Persönlichkeiten
- Farah Mohamed Jama Awl (1937–1991), in Laasqorey geborener Schriftsteller